# Statens telenämnd
Statens telenämnd var en statlig nämnd i Sverige som hade i uppdrag att utfärda föreskrifter för anslutningar till televerkets anläggningar. Den hade också till uppgift att registrera utrustning som fick anslutas till det allmänna telenätet. Den skulle samt följa den tekniska utvecklingen och internationella och nationella standardiseringsarbetet och föreslå till regeringen de åtgärder man fann motiverade. Till uppgift hade telenämnden också att se till att likformigheten med den västeuropeiska utvecklingen upprätthölls samt att bistå de konkurrensvårdande myndigheterna med teknisk sakkunskap. Statens telenämnd startades 1989 och sammanslogs 1992 med Televerkets frekvensförvaltning för att bilda Telestyrelsen. Telestyrelsen sammanslogs i sin tur 1994 med postens myndighetsfunktioner för att bilda Post- och telestyrelsen.